# جيمي مان (لاعب هوكي الجليد)
جيمي مان هو لاعب هوكي الجليد كندي، ولد في 17 أبريل 1959 في مونتريال في كندا.

## وصلات خارجية
- جيمي مان على موقع دوري الهوكي الوطني (الإنجليزية)
- جيمي مان على موقع قاعة مشاهير الهوكي (لاعب أن.إتش.أل) (الإنجليزية)
- جيمي مان على موقع EliteProspects.com (الإنجليزية)
- جيمي مان على موقع Eurohockey.com (الإنجليزية)
- جيمي مان على موقع HockeyDB.com (الإنجليزية)
- جيمي مان على موقع Hockey-Reference.com (الإنجليزية)